# Friedrich Eduard Hoffmann
Friedrich Eduard Hoffmann (født 18. oktober 1818, død 3. december 1900) var en tysk ingeniør og opfinder. Opfandt og patenterede i 1858, sammen med Albert Licht, en ringovn til brænding af tegl. I begyndelsen af 1860'erne hentede grosserer og konsul Alfred Hage, Hoffmann til Danmark for at bygge en ringovn i Nivå.